# Cneus Pompeius Magnus
Gnaeus Pompeius Magnus, sau Cnaeus Pompeius Magnus (n. 29 septembrie 106 î.Hr., Regio V Picenum⁠(d), Republica Romană – d. 28 septembrie 48 î.Hr., Pelusium⁠(d), Bur Sa'id, Egipt), a fost un general și om de stat roman.
Fiu al lui Gnaeus Pompeius Strabo, reprezentant al unei familii senatoriale, Pompei se afirmă în viața politică după debarcarea lui Sulla în sudul Italiei și reizbucnirea războiului civil dintre populari și optimați.
La începutul anului 83 î.Hr. reușește să recruteze 3 legiuni cu care contribuie la victoria optimaților.
Căsătorit cu Aemilia, fiica vitregă a lui Sulla, Pompei este trimis în Sicilia, apoi în Africa de Nord pentru a lichida ultimele rezistențe ale popularilor. Din 76 î.Hr. duce lupte grele în Spania împotriva lui Sertorius. Revenit în Italia, înfrânge în 71 î.Hr. ultimele forțe ale armatei lui Spartacus.

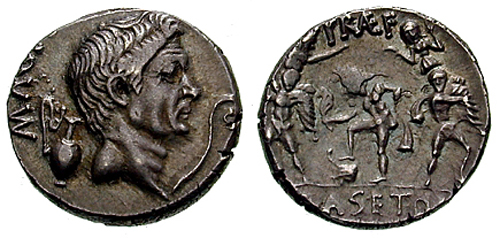
Moneda cu Pompei (denarius); avers: MAG PIVS IMP ITER, cap gol spre dreapta; revers: PRÆF, Neptun spre stânga, între frații Anapias și Amphinomus, cu părinții lor pe umerii lor; în exergă: CLAS ET ORÆ’ / MARIT EX SC

Este ales consul în 70 î.Hr. împreună cu Crassus. În 67 î.Hr., prin „Lex Gabinia”, i se conferă puteri extraordinare („imperium maius”) pentru 3 ani, cu misiunea de a combate pirateria din Marea Mediterană. Dovedește un talent organizatoric de excepție și rezolvă această misiune în câteva luni. În 66 î.Hr., cu toată împotrivirea Senatului, îi este încredințată comanda supremă în Orient în războiul împotriva lui Mithridates al VI-lea, regele Pontului. Pompei îl învinge pe acesta, apoi pe aliatul său Tigranes II cel Mare, regele Armeniei. În perioada 64 î.Hr.-63 î.Hr. se consacră reorganizării politice a Orientului. La întoarcere la Roma, își serbează triumful, primește cognomenul de „Magnus”, dar din cauza opoziției Senatului, nu reușește să ratifice măsurile adoptate în Orient.
În 60 î.Hr. se constituie primul triumvirat între Pompei, Cezar și Crassus, înțelegere privată și secretă a celor trei împotriva aristocrației senatoriale. În 57 î.Hr. dobândește puteri excepționale pe timp de 5 ani, în vederea asigurării aprovizionării Romei cu cereale. În 55 î.Hr. este ales din nou consul iar la sfârșitul consulatului obține guvernarea Spaniei pe 5 ani, însă nu părăsește Roma.
Moartea lui Crassus la Carrhae și gloria lui Cezar în Gallia, duc la destrămarea triumviratului și la apropierea de Senat a lui Pompei. În 52 î.Hr., Senatul acceptă desemnarea lui Pompei în calitate de „consul sine collega”, cu misiunea de a restaura ordinea. La 7 ianuarie 49 î.Hr., printr-un „senatus consultum ultimum”, Cezar este demis din funcții, iar Pompei este însărcinat cu apărarea republicii. Trei zile mai târziu, când traversează Rubiconul cu legiunile sale, Cezar declanșează războiul civil.
Pompei s-a refugiat în Iliria, unde a fost învins, cu dificultate, de Caesar, care trecuse și el în Peninsula Balcanică, în Bătălia de la Dyrrhachium. Dar la 9 august 48 î.Hr. a avut loc bătălia de la Pharsalos, în Tesalia, în care Cezar l-a învins pe Pompei, deși acesta avea efective de două ori mai mari decât Cezar. Înfrânt, Pompei s-a refugiat în Egipt, unde a fost asasinat la 28 septembrie 48 î.Hr. din ordinul regelui Ptolemeu al XIII-lea Theos Philopator.
Cariera lui Pompei și înfrângerea sa sunt semnificative pentru transformarea ulterioară a Romei, de la Republică la Principat și apoi în Imperiu.

## Căsătorii
- Prima soție, Antistia
- A doua soție, Aemilia Scaura (fiica vitregă a lui Sulla)
- A treia soție, Mucia Tertia (de care a divorțat pentru adulter) și cu care a avut copiii:
  - Gnaeus Pompeius, executat în 45 î.Hr., după bătălia de la Munda
  - Pompeia Magna, căsătorită cu Faustus Cornelius Sulla
  - Sextus Pompeius
- A patra soție, Iulia (fiica lui Cezar, decedată în 54 î.Hr.)
- A cincea soție, Cornelia Metella (fiica lui Metellus Scipio)

## Iconografie

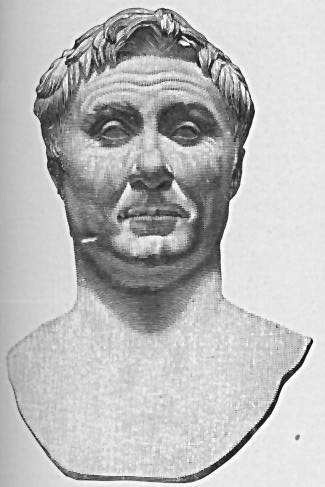
Bust din muzeul Ny Carlsberg Glyptotek, Copenhaga
Copie după bustul din Copenhaga, Veneția